# La Bosse (Doubs)
La Bosse település Franciaországban, Doubs megyében. Lakosainak száma 86 fő (2022. január 1.). La Bosse Mont-de-Laval és Le Bélieu községekkel határos.

## Népesség
A település népességének változása:
| Lakosok száma | 59   | 55   | 46   | 76   | 75   | 75   | 74   | 72   | 75   | 86   |
|               | 1968 | 1982 | 1990 | 2006 | 2013 | 2015 | 2017 | 2019 | 2020 | 2022 |